# Avraham Kac
Avraham Kac (hebrejsky אברהם כץ, žil 1931 – 13. srpna 1986) byl izraelský politik a poslanec Knesetu za strany Gachal a Likud.

## Biografie
Narodil se v Nes Cijoně. Přidal se k židovským jednotkám Palmach a bojoval v Brigádě Harel. Získal bakalářský a magisterský titul v oboru literatura, ekonomie a geografie na Hebrejské univerzitě. Získal osvědčení pro výkon profese středoškolského učitele. V letech 1970–1977 přednášel na Telavivské univerzitě.

## Politická dráha
V letech 1950–1955 byl členem Svazu studentů Hebrejské univerzity. Od roku 1955 se angažoval ve straně Všeobecných sionistů. Od roku 1960 působil jako člen vedení Svazu středoškolských učitelů, v letech 1962–1969 dokonce jako předseda tohoto sdružení. Byl členem vedení Israel Broadcasting Authority, působil na ministerstvu školství, kde v letech 1968–1969 vedl školu pro instruktory.
V izraelském parlamentu zasedl poprvé po volbách v roce 1969, do nichž šel za stranu Gachal. Stal se členem výboru pro veřejné služby. Předsedal výboru pro vzdělávání a kulturu a podvýboru pro sport. Mandát obhájil ve volbách v roce 1973, nyní již za Likud. Zastával funkci člena parlamentního výboru House Committee. Opět předsedal výboru pro vzdělávání a kulturu a podvýboru pro sport. Zvolení se dočkal za Likud i ve volbách v roce 1977. Byl členem výboru pro zahraniční záležitosti a obranu. Ve volbách v roce 1981 mandát neobhájil. V letech 1978–1986 zasedal ve vedení Židovské agentury.